# 沙斯塔 (加利福尼亞州)
沙斯塔（英語：Shasta）是位於美國加利福尼亞州沙斯塔縣的一個人口普查指定地區。

## 地理
沙斯塔的座標為40°35′31″N 122°28′40″W / 40.59194°N 122.47778°W，而該地最高點為海拔高度257米（即843英尺）。

## 人口
根據2010年美國人口普查的數據，沙斯塔的面積為28.444平方千米，當中陸地面積為28.433平方千米，而水域面積為0.011平方千米。當地共有人口1771人，而人口密度為每平方千米62人。